# Coupe d'Irlande féminine de football 2022
Navigation
Édition précédente Édition suivante
La Coupe d'Irlande féminine de 2022 est la 34e édition de la Coupe d'Irlande féminine de football. Cette compétition est organisée par la Fédération d'Irlande de football. Le Wexford Youths WFC est le tenant du titre avec sa victoire en 2021.

## Organisation de la compétition
Quatre tours avec des matchs à élimination directe sont organisés pour déterminer le vainqueur de la compétition.
2022 marque un retour à une formule classique intégrant à la compétition des équipes amateures ne participant pas au championnat d'Irlande féminin.
Quatorze équipes s'opposent en match à élimination directe jusqu'à la finale. Les deux finalistes de 2021 Wexford et Shelbourne sont directement qualifiées pour les quarts de finale.
Quatre équipes amateures sont invitées Douglas Hall LFC, Finglas United, Whitehall Rangers et Bonagee United.

## Premier tour
Le premier tour se déroule les 9 et 10 juillet 2022.
| Club recevant     | Score     | Club visiteur       |
| ----------------- | --------- | ------------------- |
| Sligo Rovers WFC  | forfait   | Douglas Hall LFC    |
| DLR Waves         | 5-0       | Treaty United       |
| Peamount United   | 16-0      | Finglas United      |
| Bohemian FCW      | 1-0 a. p. | Galway WFC          |
| Whitehall Rangers | 0-7       | Athlone Town ladies |
| Cork City WFC     | 7-0       | Bonagee United      |

Annoncé pour le 9 juillet, le match entre Sligo Rovers et Douglas Hall est annulé car les amateures de Douglas Hall ont annoncé ne pas pouvoir faire le déplacement à Sligo. Les Rovers se retrouvent qualifiées pour les quarts de finale.
Peamount United marque de son empreinte ce premier tour en écrasant le Finglas United sur le score de 16 buts à 0.

## Quarts de finale
Les quarts de finales offrent une rencontre au sommet entre Shelbourne LFC leader du championnat et Peamount United. La rencontre est le tout premier match disputé à domicile par la star américaine Heather O'Reilly qui vient de signer au club.
| Quart de finale 1 | Bohemian FCW | 3 - 1   | Sligo Rovers WFC | Dalymount Park |  |
| 6 août 2022 13:00 |              | (3 - 0) |                  |                |  |

| Quart de finale 2 | Shelbourne LFC                           | 3 - 2   | Peamount United        | Tolka Park |  |
| 6 août 2022 14:00 | Jemma Quinn 25e 45e · Jessica Gargan 37e | (3 - 2) | Alannah McEvoy 10e 13e |            |  |

| Quart de finale 3 | Wexford Youths WFC                                         | 3 - 1   | DLR Waves        | Ferrycarrig Park |  |
| 6 août 2022 18:00 | Nicola Sinnott 40e · Ellen Molloy 86e · Ciara Rossiter 89e | (1 - 1) | Katie Malone 16e |                  |  |

| Quart de finale 4 | Athlone Town ladies                       | 2 - 0   | Cork City WFC | Athlone Town Park |  |
| 6 août 2022 19:00 | Muireann Devaney 63e · Gillian Keenan 78e | (0 - 0) |               |                   |  |

## Demi-finales
| Demi-finale 1           | Shelbourne LFC           | 1 - 0   | Bohemian FCW | Tolka Park             |                        |
| 25 septembre 2022 14:00 | Noelle Murray 28e (pen.) | (1 - 0) |              | Arbitrage : Neil Doyle | Arbitrage : Neil Doyle |

| Demi-finale 2           | Athlone Town ladies        | 3 - 0   | Wexford Youths WFC | Athlone Town Stadium |  |
| 25 septembre 2022 16:30 | Maddison Gibson 2e 31e 60e | (2 - 0) |                    |                      |  |

Le Shelbourne Ladies Football Club se qualifie pour sa deuxième finale consécutive en disposant des Bohemians sur le score de 1 but à zéro.
Athlone Town ladies bat sèchement, 3-0, le leader du championnat Wexford Youths et se qualifie pour la toute première fois de son histoire pour la finale de la Coupe d'Irlande.

## Finale
La finale oppose les deux premières du championnat cette saison. C'est la première fois qu'Athlone se hisse en finale de la compétition. Par contre c'est la quatrième finale de Shelbourne, la deuxième consécutivement.
| Shelbourne |

| Athlone |

| Shelbourne |

| Athlone |

Shelbourne remporte la finale en battant Athlone Town sur le score de 2 buts à 0. Les dublinoises réalisent le doublé coupe-championnat.
La victoire s'est jouée dès la première mi-temps puisque Shelbourne marque deux fois dans les vingt première minutes, d'abord par Jessie Stapleton dès la 6e minute puis par Pearl Slattery à la 23e minute. Le score n'évoluera plus de toute la rencontre.